# Theodor Kern (Maler)

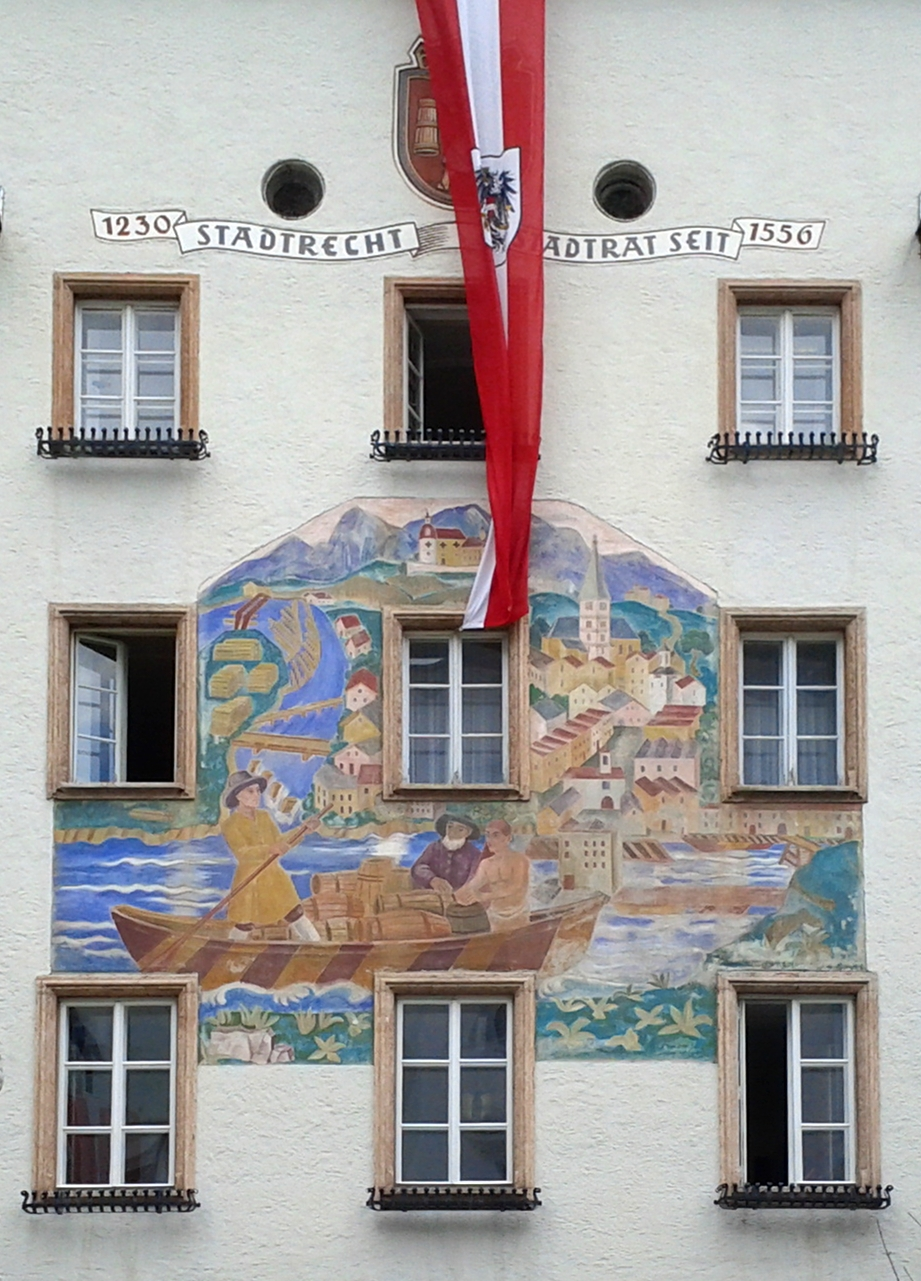
Rathaus Hallein, Fassadenmalerei Salzschifffahrt, 1930

Theodor Kern (* 10. Juli 1900 in Salzburg; † 28. Februar 1969 in Hitchin, England) war ein österreichischer Maler.

## Leben
Theodor Kern studierte von 1918 bis 1923 an der Akademie der bildenden Künste in Wien, wo er ein Schüler von Josef Jungwirth, Karl Sterrer und Alois Delug war. 1923 lernte er Anton Faistauer kennen, dessen Schüler und enger Mitarbeiter er wurde. 1926 arbeitete er mit Faistauer an den Fresken im Foyer des Festspielhauses in Salzburg und an den Fresken in der Kirche im Stadtteil Morzg. 1930 gestaltete er anlässlich der 700-Jahr-Feier von Hallein das Fassadengemälde am Rathaus der Stadt. Von 1927 bis 1936 war Kern Mitglied des Hagenbundes, mit dem er auch ausstellte. Außerdem gehörte er der Salzburger Künstlervereinigung „Der Wassermann“ an. Er hatte ein Atelier im Wiener Künstlerhaus, wo er auch eine Malschule betrieb. 1930 setzte er seine Studien im Bereich Lithographie und Radierung an der Akademie in Breslau fort. Er unternahm Reisen nach Paris und Sizilien und unterrichtete 1932/1933 am Eton College in England. Danach lebte er wieder in Wien.
Da Theodor Kern 1938 beim Anschluss Österreichs verfolgten Freunden bei deren Flucht half, geriet er selbst in Gefahr, und floh 1938 nach England. Dort wirkte er weiterhin als Künstler, gestaltete sakrale Fresken, Glasfenster, Porträts und Skulpturen aus Holz und Stein. Während sein frühes Werk von Faistauer und der französischen Klassischen Moderne beeinflusst war, zeigte es später zunehmend abstrakte Züge. Von 1950 bis 1955 unterrichtete Kern an der Kunstschule Luton. Auch war er als Berater des Hitchin Art Clubs tätig. 1969 starb er mit 68 Jahren in Hitchin.

## Werke
Fresken
- 1926 erhielt Kern den Auftrag, die Fresken für die hauseigenen Kirche der Halleiner Schulschwestern zu malen.
- 1927 oder 1928 malte er die Fresken in der Heilig-Kreuz-Kapelle der Lungenheilstätte Grafenhof in Sankt Veit im Pongau des Volksvereines zur Bekämpfung der Tuberkulose im Land Salzburg.[2]
- 1931 malte Kern zwei Fresken für die Pfarrkirche in Seeham

Bilder
- Akt in Landschaft, 1926, Öl auf Leinwand, 95 × 155 cm, signiert „Th. K. / 1926“, Sammlung Belvedere
- Bauernhof bei Florenz, 1936, Aquarell auf Papier, 40 × 54,5 cm, signiert „Theodor / Kern 1936“
- Kirche mit Brücke und Kahn, Öl auf Leinwand, 58,5 × 74 cm, Sammlung Belvedere